# La hora 25 (película de 1967)
La hora 25 es una película franco-italo-yugoslava de 1967, del género dramático, rodada en Francia y dirigida por Henri Verneuil. En los roles principales actúan Anthony Quinn y Virna Lisi. Está basada en la novela homónima de Constantin Virgil Gheorghiu. La banda sonora fue creada por Maurice Jarre y Georges Delerue. Producida por Carlo Ponti para MGM.

## Argumento

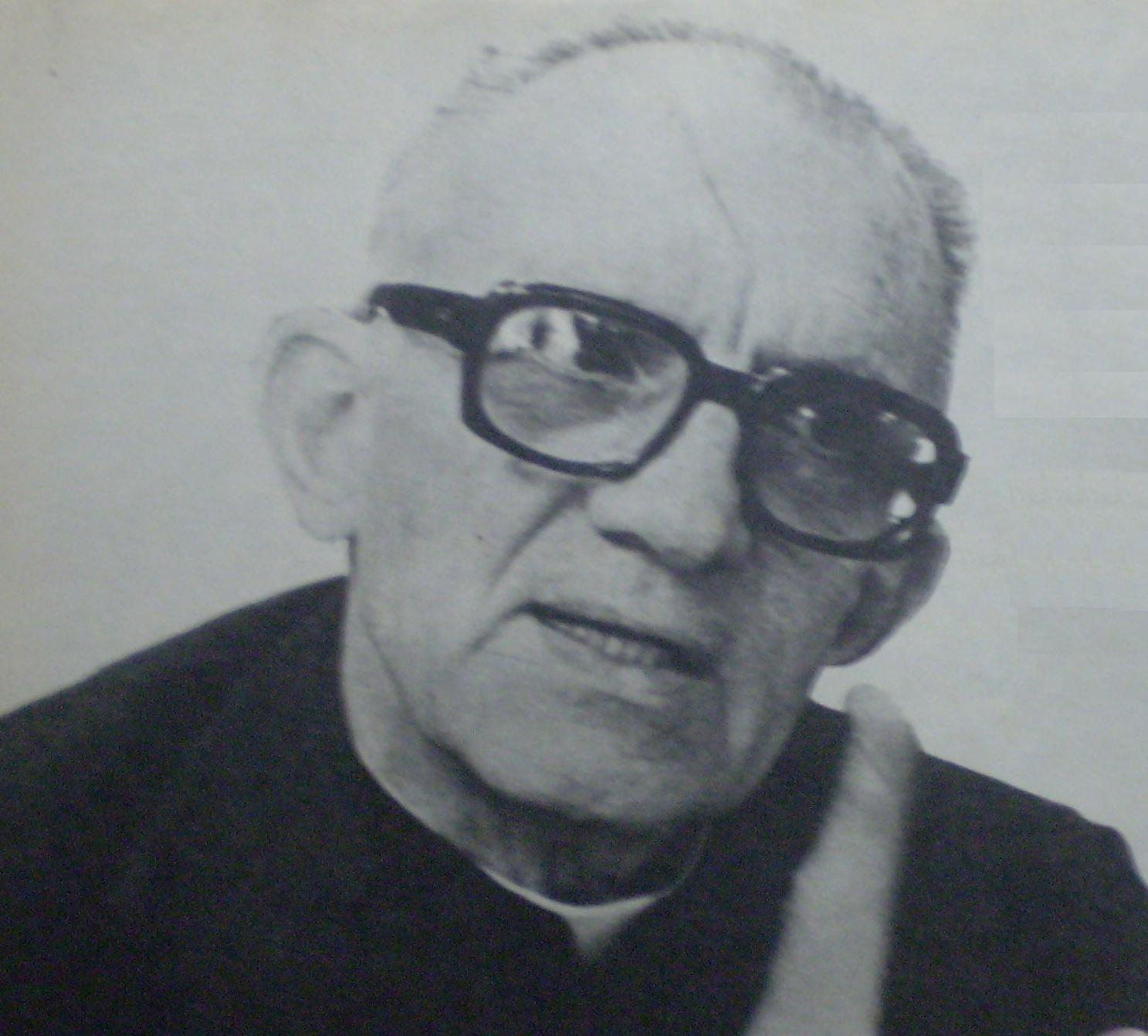
Constantin Virgil Gheorghiu.

Reino de Rumanía en 1938. Un ingenuo y bien intencionado campesino, Janitz Moritz (Anthony Quinn) vive la alianza de su país con los alemanes. 
El capitán de la policía local, Dobresco (Grégoire Aslan), acosa a la hermosa esposa de Janitz, Suzanne (Virna Lisi). Al fracasar en su intento, decide como modo de presión psicológica, deshacerse del marido, enviando a Jannos a un campo de concentración para judíos rumanos.
Janitz es catalogado como judío a pesar de sus reclamaciones sobre su religión y es enviado a un campo de trabajos donde es forzado a hacer un canal de defensa antitanque contra los rusos. Como para Janitz todo es un simple error, realiza el trabajo con sana alegría.
Al llegar un nuevo jefe de campo, Jannos vuelve a presentar su reclamación en forma insistente. Este le responde, "el Rey (rumano) no comete errores". Aun así, persiste en su reclamación, en la esperanza de que se resuelva el error. 
Los compañeros judíos le reclaman renegar de su fe. Él les termina convenciendo, de que en efecto no era judío y que su religión era el cristianismo ortodoxo. Que no tenía nada contra los judíos. Es más, si lo fuera, se sentiría orgulloso de serlo.
Mientras, su mujer intenta solventar el error. No consigue más que buenas palabras de funcionarios inferiores, mientras el jefe de policía local espera el momento de forzarla. 
En 1940, el ejército alemán pasa por Rumanía camino del Reino de Yugoslavia y del Reino de Grecia. Con lo que se persigue aún más a los judíos.
El jefe de Policía local conmina a Suzanne a divorciarse so pena de perder su granja. Además, intercepta sus correos, con lo que ninguno sabe nada del otro. En el campo, Janitz es notificado de la petición de divorcio de Suzanne aduciendo el origen judío de Janitz. Él queda devastado y duda de la autenticidad de la petición.
Janitz se fuga del campo con algunos judíos húngaros y rumanos, y al llegar a Budapest (Reino de Hungría) la comunidad judía rehúsa ayudar a Jannos, ya que él es cristiano ortodoxo. Es detenido en una estación de trenes cuando despide al único personaje que le ayudó, un judío prominente, y es acusado de ser ladrón y extranjero, y se le envía al campo de concentración Überlingen-Aufkirch para cubrir el cupo húngaro de trabajadores forzosos en Alemania.
Una vez llegado, Janitz es acosado por un sargento, pero acierta pasar un oficial de las SS, experto racial, en una revisión de la factoría, acompañado de otros oficiales militares de la SS, que se fija en él y lo saca de entre el resto de prisioneros. 
Junto con los oficiales lo lleva a su despacho, y allí lo somete a una prueba de arianismo. 
El oficial aduce que se había cometido un error con aquel hombre, y para demostrar sus grandes conocimientos sobre la raza aria, apostó con los militares que Janitz era un descendiente de una heroica y poco conocida tribu aria de la zona de Falcane, cuyos miembros se habían dispersado, pero que habían sabido conservar su pureza racial. El oficial SS lo somete a una prueba de perfiles troqueles arios y justo uno de los troquelados calza con su silueta, a pesar de que Jannos no es rubio ni pálido, sino moreno y de tez oscura. De este modo Janitz pasa de judío, a ser reclasificado como un ideal ario.
La situación cambia por completo para el ingenuo Janitz. Para su sorpresa, se lo saca del campo del concentración, y se le inscribe sin mediar palabra en las fuerzas Feldgendarmerie de las SS.
Mientras, su fotografía con uniforme SS es portada de Signal, la publicación oficial del ejército alemán y otras miles. Aparece en otras 3.728 publicaciones. Vestido con el uniforme de las SS y sonriendo orgulloso -se lo había pedido el fotógrafo- en la fotografía de un nuevo héroe ario. Janitz es un ejemplo para todos los congéneres de la raza aria. Se le asigna el rol de vigilante del campo de concentración y ahora es él quien está del otro lado, mientras sus compañeros de desgracia lo miran boquiabiertos y perplejos.
Pero la situación cambia, en 1944 los rusos invaden el Reino de Rumanía y la mujer de Janitz es capturada y violada, además es perseguida a causa de la fotografía de Signal donde aparece su marido. El jefe de policía es ejecutado por un tribunal del pueblo.
Janitz ayuda a los judíos a escapar del campo en medio de un ataque aéreo y llega junto a ellos al frente estadounidense, donde es llevado a otro campo de concentración, el mismo campo de concentración Überlingen-Aufkirch, ahora bajo administración estadounidense, y es procesado en los Juicios de Núremberg. Su suerte está echada por aparecer en Signal, con su rostro sonriente. El fiscal aduce que miles murieron por no parecerse a él.
Sin embargo, el abogado defensor logra virar la situación de Janitz al mostrar y leer en público una carta de su mujer Suzanne, donde además de explicar sus vicisitudes y las de su marido, le hace saber que tiene un hijo proveniente de un soldado ruso que la violó. El veredicto del jurado es la respuesta a la carta de Suzanne. Es liberado en forma muy publicitada.
Es noviembre de 1949, once años después sin tener noticias, Janitz se reúne con su mujer y sus tres hijos en una estación de tren de Alemania. El encuentro es difícil, ambos han envejecido. Conoce y acepta al nuevo miembro de la familia, un bebé de rasgos eslavos nacido de la violación.
Allí, mientras permanecen mudos, son entrevistados por un imprudente periodista estadounidense que cubría los juicios de Núremberg. Pese a la insistencia del fotógrafo, la familia no puede sonreír, pues han olvidado hacerlo. Janitz sólo puede intentarlo en un grotesca mueca, mientras se le saltan las lágrimas.
- Datos: Q1026997